# Camptotypus disgrex
Camptotypus disgrex là một loài tò vò trong họ Ichneumonidae.